# レトゥーン (駆逐艦)
レトゥーン(ロシア語:Летунリトゥーン)は、ロシア帝国で建造された駆逐艦(Эскадренный миноносец)である。艦名は「巧みに飛ぶ鳥」のこと。

## 概要
レトゥーンは、1913年から1917年に推進された「強化」建艦計画枠でバルト艦隊向けに発注されたオルフェイ級駆逐艦の6番艦であった。1913年9月28日にバルト艦隊へ登録、1914年11月にサンクトペテルブルクのウスチ＝イジョールスカヤ・ヴェールフィ金属工場で起工、1915年10月25日には進水、1916年5月25日付けでバルト艦隊水雷分艦隊第2水雷小艦隊に配備された。
1916年10月には、敵連絡路への機雷敷設を実施した。10月12日には、ヴルフ島にて触雷し、破損した。艦尾が損傷し、スクリューおよび操舵部分が破壊された。当初レヴェリへ曳航され、のちヘルシンキへ修理のため回航された。
二月革命後は臨時政府に接収され、十月革命後の1917年10月26日にはボリシェヴィキの赤色バルト艦隊に編入された。1918年4月にはフィンランド内戦で赤軍が破れ、ブレスト＝リトフスク条約に従ってフィンランドからの撤収が開始された。ヘルシンキにあったレトゥーンは4月10日から16日にかけてクロンシュタットへ向けて曳航され、のちペトログラート軍港に回航された。そして、そこで長期間保管状態に置かれた。
結局、レトゥーンの艦隊への復帰はならなかった。1922年5月31日付けで武装解除の上艦隊を除籍され、1927年9月25日には「コムゴスフォンドフ」へ解体のため引き渡された。